# (10566) Zabadak
(10566) Zabadak est un astéroïde de la ceinture principale.

## Description
(10566) Zabadak est un astéroïde de la ceinture principale. Il fut découvert le 14 janvier 1994 à Yatsugatake par Yoshio Kushida et Osamu Muramatsu. Il présente une orbite caractérisée par un demi-grand axe de 2,69 UA, une excentricité de 0,21 et une inclinaison de 11,0° par rapport à l'écliptique.

## Compléments